# 三山村 (章丘市)
三山村，中华人民共和国山东省济南市章丘市高官寨镇所辖的一个行政村。全行政村人口242户、919人(2005年)。耕地面积2152亩(2005年)。行政区划代码370181114242。